# Château de Saint-Amans-Valtoret
Le château de Saint-Amans-Valtoret est un château, situé dans la commune de Saint-Amans-Valtoret, dans le Tarn, en France et inscrit aux monuments historiques depuis le 18 janvier 1960.

## Historique
Le fief appartient à une famille protestante et pendant les guerres de religion, en 1587, son propriétaire, Guillaume de Génibrousse, doit quitter les lieux en pleine nuit pour échapper aux hommes de Jean Flotte de Sabasan, catholique et ennemi personnel. Le château est pillé.
Des travaux importants ont jalonné les siècles suivant, et même une refonte complète au XIXe siècle, faisant du château fortifié une demeure confortable tenant plus de l'hôtel particulier que d'un site défensif.

## Description
L'élément le plus ancien est le portail d'entrée sur la cour. Des pilastres à chapiteaux ioniques portent un fronton en arc de cercle.
La bâtisse mesure 28 mètres et se présente sous la forme de deux tours carrées encadrant une aile. La façade sud est régulière et symétrique. La porte d'entrée est au centre, flanquée de trois fenêtres de part et d'autre. Au premier et second étages, les fenêtres sont alignées sur celles du rez-de-chaussée et sur la porte. La façade nord présente plus de traces de ce que fut un château à but défensif[réf. souhaitée]. 
Le château appartient à la commune qui y abrite des associations. La visite de l'extérieur et des abords est libre[réf. souhaitée].